# Sillago macrolepis
Sillago macrolepis es una especie de peces de la familia Sillaginidae en el orden de los Perciformes.

## Morfología
Los machos pueden llegar alcanzar los 20 cm de longitud total.

## Distribución geográfica
Se encuentran en Indonesia, Nueva Bretaña, las Islas Salomón y Filipinas.